# Pudong Development Mansion
La Pudong Development Mansion (上海浦(东)发(展)大厦) est un gratte-ciel de bureaux haut de 155 mètres (hauteur du toit) construit à Shanghai de 1998 à 2002 (selon le site chinois Gaoloumi) dans le quartier de Pudong. La hauteur maximale de l'immeuble avec la flèche est de 185 mètres. Il abrite des locaux de la Shanghai Pudong Development Bank. C'est l'un des plus beaux gratte-ciel de Shanghai.
Le bâtiment a été conçu par le cabinet d'architecture canadien WZMH Architects qui a des bureaux à Shanghai.
La surface de plancher de l'immeuble est de 71 000 m2 .